# Earina
Earina – rodzaj roślin z rodziny storczykowatych (Orchidaceae). Obejmuje siedem gatunków występujących w Nowej Zelandii, na Wyspach Chatham, na Fidżi, w Nowej Kaledonii, na Samoa oraz Vanuatu.
Rośliny występują w górskich lasach na wysokościach od 400 do 1100 m n.p.m.

## Morfologia
Łodygi proste, mięsiste, wyrastające w kępiastych skupieniach. Kwiatostan groniasty lub wiechowaty z dużą liczbą kwiatów. Kwiaty odwrócone, najczęściej białe lub zielonkawe, u niektórych gatunków bardzo wonne. Kwiaty posiadają cztery pyłkowiny.

## Systematyka
Rodzaj sklasyfikowany do podplemienia Agrostophyllinae w plemieniu Vandeae, podrodzina epidendronowe (Epidendroideae), rodzina storczykowate (Orchidaceae), rząd szparagowce (Asparagales) w obrębie roślin jednoliściennych.
Wykaz gatunków
- Earina aestivalis Cheeseman
- Earina autumnalis (G.Forst.) Hook.f.
- Earina deplanchei Rchb.f.
- Earina floripecten Kraenzl.
- Earina mucronata Lindl.
- Earina sigmoidea T.Hashim.
- Earina valida Rchb.f.